# Adrian Dantley
Adrian Delano Dantley (Washington, 28 febbraio 1955) è un ex cestista e allenatore di pallacanestro statunitense, professionista NBA per 15 stagioni.

## Carriera
Diplomatosi alla DeMartha Catholic High School di Hyattsville, gioca dal 1973 al 1976 con la maglia della University of Notre Dame, dove segna 2.223 punti.
Nel 1976 partecipa con la nazionale americana alle Olimpiadi di Montreal, vincendo la medaglia d'oro. Nello stesso anno partecipa ai Draft della NBA, dove viene chiamato come sesta scelta assoluta dai Buffalo Braves.
Nel 1977 viene nominato Rookie dell'anno. Nonostante ciò viene ceduto agli Indiana Pacers che dopo sole 23 partite lo cedono ai Los Angeles Lakers. Viene ancora ceduto alla fine della stagione, e questa volta finisce a Salt Lake City. Con la maglia degli Utah Jazz vive le sue migliori stagioni: viene convocato per sei volte all'All Star Game e due volte incluso nel secondo quintetto di tutta la NBA. Nel 1986 viene ceduto ai Detroit Pistons, dove in tre stagioni segna poco più di 20 punti di media. Nel 1989 i Pistons lo mandano a Dallas ricevendo in cambio dai Mavericks Mark Aguirre. Gioca ancora due stagioni con la maglia dei Dallas Mavericks, per poi fare una breve apparizione ai Milwaukee Bucks, nel 1991.
Si trasferisce poi in Italia per un ultimo campionato, nel 1991-92, con la maglia della Breeze Milano.
Dantley finisce la sua carriera con 24,3 punti a gara, punti ottenuti con un gioco fatto di tiri dalla media distanza, tiri ravvicinati che gli hanno garantito tanti tiri liberi a partita. L'11 aprile 2007 i Jazz lo hanno omaggiato ritirando il suo numero, il 4. Da notare inoltre che Dantley condivide con Wilt Chamberlain il record di maggior numero di tiri liberi realizzati durante una partita della NBA, mettendo a segno 28 tiri liberi su 29 nella vittoriosa sfida tra gli Utah Jazz e gli Houston Rockets (conclusasi sul 116-111).
Il 5 settembre 2008 viene incluso nella Naismith Memorial Basketball Hall of Fame in qualità di giocatore, per il fondamentale ruolo svolto nel corso della sua carriera a favore della NBA e del gioco del basket.

## Statistiche
| * | Primo nella lega |

### NBA

#### Regular Season
| Anno      | Squadra          | PG  | PT  | MP    | TC%  | 3P%  | TL%  | RP  | AP  | PRP | SP  | PP    |
| --------- | ---------------- | --- | --- | ----- | ---- | ---- | ---- | --- | --- | --- | --- | ----- |
| 1976-1977 | Buffalo Braves   | 77  | -   | 36,6  | 52,0 | -    | 81,8 | 7,6 | 1,9 | 1,2 | 0,2 | 20,3  |
| 1977-1978 | Indiana Pacers   | 23  | -   | 41,2  | 49,9 | -    | 78,7 | 9,4 | 2,8 | 2,1 | 0,7 | 26,5  |
| 1977-1978 | L.A. Lakers      | 56  | -   | 35,4  | 52,0 | -    | 80,1 | 7,2 | 3,4 | 1,3 | 0,1 | 19,4  |
| 1978-1979 | L.A. Lakers      | 60  | -   | 29,6  | 51,0 | -    | 85,4 | 5,7 | 2,3 | 1,1 | 0,2 | 17,3  |
| 1979-1980 | Utah Jazz        | 68  | -   | 39,3  | 57,6 | 0,0  | 84,2 | 7,6 | 2,8 | 1,4 | 0,2 | 28,0  |
| 1980-1981 | Utah Jazz        | 80  | -   | 42,7* | 55,9 | 28,6 | 80,6 | 6,4 | 4,0 | 1,4 | 0,2 | 30,7* |
| 1981-1982 | Utah Jazz        | 81  | 81  | 39,8  | 57,0 | 33,3 | 79,2 | 6,3 | 4,0 | 1,2 | 0,2 | 30,3  |
| 1982-1983 | Utah Jazz        | 22  | 22  | 40,3  | 58,0 | -    | 84,7 | 6,4 | 4,8 | 0,9 | 0,0 | 30,7  |
| 1983-1984 | Utah Jazz        | 79  | 79  | 37,8  | 55,8 | 25,0 | 85,9 | 5,7 | 3,9 | 0,8 | 0,1 | 30,6* |
| 1984-1985 | Utah Jazz        | 55  | 46  | 35,8  | 53,1 | -    | 80,4 | 5,9 | 3,4 | 1,0 | 0,1 | 26,6  |
| 1985-1986 | Utah Jazz        | 76  | 75  | 36,1  | 56,3 | 9,1  | 79,1 | 5,2 | 3,5 | 0,8 | 0,1 | 29,8  |
| 1986-1987 | Detroit Pistons  | 81  | 81  | 33,8  | 53,4 | 16,7 | 81,2 | 4,1 | 2,0 | 0,8 | 0,1 | 21,5  |
| 1987-1988 | Detroit Pistons  | 69  | 50  | 31,1  | 51,4 | 0,0  | 86,0 | 3,3 | 2,5 | 0,6 | 0,1 | 20,0  |
| 1988-1989 | Detroit Pistons  | 42  | 42  | 31,9  | 52,1 | -    | 83,9 | 3,9 | 2,2 | 0,5 | 0,1 | 18,4  |
| 1988-1989 | Dallas Mavericks | 31  | 25  | 34,9  | 46,2 | 0,0  | 77,6 | 4,9 | 2,5 | 0,6 | 0,2 | 20,3  |
| 1989-1990 | Dallas Mavericks | 45  | 45  | 28,9  | 47,7 | 0,0  | 78,7 | 3,8 | 1,8 | 0,4 | 0,2 | 14,7  |
| 1990-1991 | Milwaukee Bucks  | 10  | 0   | 12,6  | 38,0 | 33,3 | 69,2 | 1,3 | 0,9 | 0,5 | 0,0 | 5,7   |
| Carriera  | Carriera         | 955 | 546 | 35,8  | 54,0 | -    | 81,8 | 5,7 | 3,0 | 1,0 | 0,2 | 24,3  |

#### Playoffs
| Anno     | Squadra         | PG | PT | MP   | TC%  | 3P% | TL%  | RP  | AP  | PRP | SP  | PP   |
| -------- | --------------- | -- | -- | ---- | ---- | --- | ---- | --- | --- | --- | --- | ---- |
| 1978     | L.A. Lakers     | 3  | -  | 34,7 | 57,1 | -   | 64,7 | 8,3 | 3,7 | 1,7 | 1,0 | 17,0 |
| 1979     | L.A. Lakers     | 8  | -  | 29,5 | 56,2 | -   | 78,8 | 4,1 | 1,4 | 0,8 | 0,1 | 17,6 |
| 1984     | Utah Jazz       | 11 | -  | 41,3 | 50,4 | -   | 86,3 | 7,5 | 4,2 | 0,9 | 0,1 | 32,2 |
| 1985     | Utah Jazz       | 10 | 10 | 39,8 | 52,3 | 0,0 | 77,9 | 7,5 | 2,0 | 1,6 | 0,0 | 25,3 |
| 1987     | Detroit Pistons | 15 | 15 | 33,3 | 53,9 | -   | 77,5 | 4,5 | 2,3 | 0,9 | 0,0 | 20,5 |
| 1988     | Detroit Pistons | 23 | 23 | 35,0 | 52,4 | 0,0 | 78,7 | 4,7 | 2,0 | 0,8 | 0,0 | 19,4 |
| 1991     | Milwaukee Bucks | 3  | 0  | 6,3  | 14,3 | -   | 75,0 | 1,3 | 0,0 | 0,0 | 0,0 | 1,7  |
| Carriera | Carriera        | 73 | 48 | 34,5 | 52,5 | 0,0 | 79,6 | 5,4 | 2,3 | 0,9 | 0,1 | 21,3 |

## Palmarès

### NCAA
- 2 volte NCAA AP All-America First Team (1975, 1976)

### NBA
- NBA Rookie of the Year (1977)
- NBA All-Rookie First Team (1977)
- 2 volte All-NBA Second Team (1981, 1984)
- 6 volte NBA All-Star (1980, 1981, 1982, 1984, 1985, 1986)
- 2 volte miglior marcatore NBA (1981, 1984)
- Record NBA per tiri liberi segnati in una partita di Regular Season: 28 vs Houston Rockets (4 gennaio 1984) (record condiviso con Wilt Chamberlain)
- Trentottesimo miglior marcatore di sempre sommando ABA e NBA
- Trentatreesimo miglior marcatore di sempre NBA